# Hadropenaeus modestus
Hadropenaeus modestus is een tienpotigensoort uit de familie van de Solenoceridae. De wetenschappelijke naam van de soort is voor het eerst geldig gepubliceerd in 1885 door Smith.